# Зозуля Борис Васильович
Борис Васильович Зозуля (нар. 24 вересня 1926, Токмак, Мелітопольська округа, УРСР — пом. 9 січня 1999) — радянський футболіст, захисник. Згодом — тренер. Учасник Німецько-радянської війни.

## Кар'єра гравця
Мати — Параска Павлівна Зозуля.
Навесні 1942 року відправлений в Німеччину, де працював протягом трьох років чорноробом верстатобудівного заводу «Гассе і Вреде» та слюсарем на підприємстві «Нілес». У квітні 1945 року у 18-річному віці став рядовим 523-о полку 171-ї стрілецької дивізії. Брав участь у штурмі Рейхстагу. За бойові заслуги має грамоту від командувача 1-о Білоруського фронту, маршала Радянського Союзу Георгія Жукова та лист подяки за підписом Верховного Головнокомандувача Йосипа Сталіна. Грав у футбол за команду групи радянських військ у Німеччині на позиції нападника.
Закінчив Запорізький металургійний технікум імені А. М. Кузьміна та Кримський педагогічний інститут.
У 1951 році став гравцем запорізького «Металурга». Разом з командою ставав чемпіоном і володарем Кубку Української РСР 1952 року. У 1953 році «Металург» став брати участь в Першій лізі СРСР. У складі «Металурга» Зозуля грав на позиції півзахисника і провів понад сто матчів у другому за силою дивізіоні Радянського Союзу. Тричі ставав бронзовим призером турніру та одного разу — срібним.

## Кар'єра тренера
Після закінчення кар'єри футболіста перейшов на тренерську роботу. Працював тренером групи підготовки при команді майстрів, директором та старшим тренером викладачем СДЮШОР «Металург». У 1965 році команда під його керівництвом завоювала срібні нагороди всесоюзної першості і були визнані найкращою профспілковою та найтехнічнішою командою турніру. Серед його вихованців — Микола Роздобудько, Олександр Спіцин, Олександр Іщенко, Дмитро Дем'яненко та Петро Чилібі.

## Досягнення
- Перша ліга СРСР
  -  Срібний призер (3): 1953, 1954, 1956
  -  Бронзовий призер (1): 1958

- Чемпіонат УРСР
  -  Чемпіон (1): 1952

- Кубок УРСР
  -  Володар (1): 1952

## Статистика
| Сезон | Клуб                   | Ліга       | Чемпіонат | Чемпіонат | Кубок | Кубок |
| Сезон | Клуб                   | Ліга       | Матчі     | Голи      | Матчі | Голи  |
| ----- | ---------------------- | ---------- | --------- | --------- | ----- | ----- |
| 1953  | «Металург» (Запоріжжя) | Перша ліга | 10        | 0         | 5     | 2     |
| 1954  | «Металург» (Запоріжжя) | Перша ліга | 22        | 2         | 1     | 0     |
| 1955  | «Металург» (Запоріжжя) | Перша ліга | 27        | 1         | 2     | 0     |
| 1956  | «Металург» (Запоріжжя) | Перша ліга | 33        | 1         |       |       |
| 1957  | «Металург» (Запоріжжя) | Перша ліга |           | 1         | 3     | 1     |
| 1958  | «Металург» (Запоріжжя) | Перша ліга | 30        | 1         | 1     | 0     |